# Utrdba pri Asperenu
Utrdba pri Asperenu (tudi Fort Asperen) je utrdba, ki je bila del nove nizozemske vodne črte in se nahaja v Acquoyu (jugovzhodno od Asperena) v občini West Betuwe v nizozemski provinci Gelderland. Ime Utrdba pri Asperenu nosi zato, ker se je utrdba nahajala tik ob nekdanjem mestu Asperen. Stolpna utrdba se nahaja vzdolž nasipa (reke) Linge, ki je prehod (dostop)  do vodne črte.
Okoli stolpaste utrdbe je jarek, zato je utrdba dostopna po brvi. Trinadstropna opečna stavba je sestavljena iz zunanjih sten debelih meter in pol. Tri nadstropja so sestavljena iz kleti, pritličja s topovskimi linami, prvega nadstropja s topovskimi linami in zemeljske zgornje baterije na vrhu. Celoten kompleks je odprt za obiskovalce od aprila do oktobra.
V stolpasti trdnjavi so spalni prostori, lekarna in ambulanta, skladišče za meso in rezervoar za zbiranje deževnice. Deževnica je pronicala skozi zemeljsko plast na strehi, nato pa je pitna voda po kapnicah končala v zbiralniku v kleti . Leta 1881 je bila dodana obrambna eskarpa, da je bil stolp ponovno odporen proti bombam. V pritličju je bila zgrajena velika orožnica, v kleti pa skladišča za skladiščenje smodnika in izstrelkov s polnilnim prostorom. Utrdba je bila zasnovana za 219 mož in 14 topov.
Med drugo svetovno vojno je utrdba služila kot prehodna točka za skrivače. Nato je leta deloval kot skladišče streliva in nazadnje kot vadbišče Službe za varstvo prebivalstva .

## Trenutna funkcija
Leta 2012 je bila utrdba popolnoma obnovljena. Genieloods je bil v celoti in temeljito preurejen v gostinsko lokacijo. Da bi ustvarili več prostora brez dodajanja novih zgradb na otoku, so temu skladišču dodali klet, kjer je prostor za prostorno kuhinjo, straniščne skupine in prostorno sejno sobo.
Od 26. julija 2021 je Utrdba pri Asperenu – ker je del nove nizozemske vodne črte – del Unescovega seznama svetovne dediščine.
Na vrhu trdnjave si lahko ogledate edinstveno kupolo, ki so jo izdelali otroci iz Leerdama v sodelovanju s Steklarno Leerdam.